# Діскаверер-14
«Діскаверер-14» (англ. Discoverer 14 — відкривач), інші назви KH-1 9, KH-1 9009, CORONA 9009 — перший успішний американський розвідувальний супутник серії KH-1 (англ. Key Hole — замкова шпарина), що запускались за програмою «Корона». Космічний апарат мав фотокамеру з низькою роздільною здатністю і спускну капсулу для повернення відзнятої плівки. Перше успішне скидання капсули з плівкою. Перше успішне перехоплення капсули під час спуску на парашуті.

## Опис
Апарат у формі циліндра було змонтовано у верхній частині ступеня Аджена-Ей. Довжина Аджени-Ей разом із супутником становила 5,85 м, діаметр 1,5 м. Загальна маса ступеня із супутником після відокремлення другого ступеня разом із паливом становила приблизно 3850 кг. Без палива апарат важив 850 кг, з них 140 кг — маса спускної капсули. Апарат мав фотокамеру з низькою роздільною здатністю. Живлення забезпечували нікель-кадмієві акумулятори. Орієнтація апарата мала здійснюватись газовими двигунами на азоті.
У верхній частині апарата розташовувалась капсула діаметром 84 см довжиною 69 см. Капсула мала відсік для відзнятої фотоплівки, парашут, радіомаяк, твердопаливний гальмівний двигун. Капсулу мав упіймати спеціально обладнаний літак під час спуску на парашуті, у випадку невдачі капсула могла недовго плавати на поверхні океану, після чого тонула, щоб уникнути потрапляння секретного вмісту до ворожих рук.

## Політ
18 серпня 1960 року о 19:57 UTC ракетою-носієм «Тор-Аджена-Ей» з бази Ванденберг було запущено «Діскаверер-14». 19 серпня після 17 обертів і 27 годин польоту над Аляскою було скинуто капсулу з прийнятними знімками, капсула пройшла крізь атмосферу, випустила парашут і почала плавно спускатися за 550 км на південний схід від Гонолулу (Гавайські острови). Після третьої спроби за допомогою спеціального спорядження її упіймав літак C-119. Апарат мав оцінити швидкість виготовлення стратегічних бомбардувальників і балістичних ракет, а також виявити місця їхнього базування. Апарат зійшов з орбіти 16 вересня 1960 року.